# Longvillers
Longvillers és un municipi francès situat al departament de Calvados i a la regió de Normandia. L'any 2007 tenia 329 habitants.

## Demografia

### Població
El 2007 la població de fet de Longvillers era de 329 persones. Hi havia 132 famílies de les quals 28 eren unipersonals (12 homes vivint sols i 16 dones vivint soles), 48 parelles sense fills, 48 parelles amb fills i 8 famílies monoparentals amb fills.
La població ha evolucionat segons el següent gràfic:
Habitants censats

### Habitatges
El 2007 hi havia 138 habitatges, 130 eren l'habitatge principal de la família, 5 eren segones residències i 3 estaven desocupats. 134 eren cases i 3 eren apartaments. Dels 130 habitatges principals, 107 estaven ocupats pels seus propietaris, 15 estaven llogats i ocupats pels llogaters i 8 estaven cedits a títol gratuït; 1 tenia una cambra, 6 en tenien dues, 23 en tenien tres, 36 en tenien quatre i 64 en tenien cinc o més. 102 habitatges disposaven pel capbaix d'una plaça de pàrquing. A 50 habitatges hi havia un automòbil i a 72 n'hi havia dos o més.

### Piràmide de població
La piràmide de població per edats i sexe el 2009 era:
| Homes | Edats   | Dones |
| ----- | ------- | ----- |
| 0     | 95 o +  | 0     |
| 0     | 90 a 94 | 0     |
| 0     | 85 a 89 | 4     |
| 4     | 80 a 84 | 0     |
| 0     | 75 a 79 | 4     |
| 4     | 70 a 74 | 12    |
| 8     | 65 a 69 | 8     |
| 12    | 60 a 64 | 12    |
| 0     | 55 a 59 | 0     |
| 16    | 50 a 54 | 8     |
| 12    | 45 a 49 | 12    |
| 20    | 40 a 44 | 12    |
| 20    | 35 a 39 | 20    |
| 8     | 30 a 34 | 4     |
| 8     | 25 a 29 | 12    |
| 16    | 20 a 24 | 8     |
| 15    | 15 a 19 | 7     |
| 20    | 10 a 14 | 8     |
| 0     | 5 a 9   | 16    |
| 16    | 0 a 4   | 4     |

## Economia
El 2007 la població en edat de treballar era de 224 persones, 165 eren actives i 59 eren inactives. De les 165 persones actives 153 estaven ocupades (87 homes i 66 dones) i 12 estaven aturades (6 homes i 6 dones). De les 59 persones inactives 22 estaven jubilades, 23 estaven estudiant i 14 estaven classificades com a «altres inactius».

### Ingressos
El 2009 a Longvillers hi havia 131 unitats fiscals que integraven 344,5 persones, la mediana anual d'ingressos fiscals per persona era de 18.595 €.

### Activitats econòmiques
Dels 11 establiments que hi havia el 2007, 1 era d'una empresa alimentària, 3 d'empreses de construcció, 3 d'empreses de comerç i reparació d'automòbils, 1 d'una empresa immobiliària, 2 d'empreses de serveis i 1 d'una empresa classificada com a «altres activitats de serveis».
Dels 2 establiments de servei als particulars que hi havia el 2009, 1 era una fusteria i 1 electricista.
L'any 2000 a Longvillers hi havia 14 explotacions agrícoles que ocupaven un total de 792 hectàrees.

## Poblacions més properes
El següent diagrama mostra les poblacions més properes.